# Иманшехр
Иманше́хр или Ошторджа́н (перс. ایمان‌شهر‎) — город в центральном Иране, в провинции Исфахан. Входит в состав шахрестана Фелаверджан. По данным переписи, на 2006 год население составляло 13 535 человек.

## География
Город находится в юго-западной части Исфахана, в гористой местности восточного Загроса, на высоте 1617 метров над уровнем моря.
Иманшехр расположен на расстоянии приблизительно 20 километров к юго-западу от Исфахана, административного центра провинции и на расстоянии 350 километров к югу от Тегерана, столицы страны.